# Selección femenina de fútbol de Noruega
La selección femenina de fútbol de Noruega (en noruego, Norges kvinnelandslag i fotball) es el equipo representativo del país en las competiciones oficiales de Fútbol femenino. Su organización está a cargo de la Federación Noruega de Fútbol, perteneciente a la UEFA.
Es considera como una de las selecciones más Importantes del mundo ya que junto con Estados Unidos y Alemania, son las únicas selecciones que se han coronado como campeonas de la Copa Mundial Femenina de Fútbol; el torneo olímpico de fútbol y el torneo de su respectiva confederación (la Eurocopa Femenina).

## Estadísticas

### Copa Mundial Femenina de Fútbol
| Año   | Resultado        | PJ          | PG          | PE          | PP          | GF          | GC          |
| ----- | ---------------- | ----------- | ----------- | ----------- | ----------- | ----------- | ----------- |
| 1991  | Segundo lugar    | 6           | 4           | 0           | 2           | 14          | 10          |
| 1995  | Campeón          | 6           | 6           | 0           | 0           | 23          | 1           |
| 1999  | Cuarto lugar     | 6           | 4           | 1           | 1           | 16          | 8           |
| 2003  | Cuartos de final | 4           | 2           | 0           | 2           | 10          | 6           |
| 2007  | Cuarto lugar     | 6           | 3           | 1           | 2           | 12          | 11          |
| 2011  | Fase de grupos   | 3           | 1           | 0           | 2           | 2           | 5           |
| 2015  | Octavos de final | 4           | 2           | 1           | 1           | 9           | 4           |
| 2019  | Cuartos de final | 5           | 2           | 1           | 2           | 7           | 7           |
| 2023  | Octavos de final | 4           | 1           | 1           | 2           | 7           | 4           |
| 2027  | Por definir      | Por definir | Por definir | Por definir | Por definir | Por definir | Por definir |
| Total | 9/9              | 44          | 25          | 5           | 14          | 100         | 56          |

### Juegos Olímpicos
| Año   | Resultado        | PJ           | PG           | PE           | PP           | GF           | GC           |
| ----- | ---------------- | ------------ | ------------ | ------------ | ------------ | ------------ | ------------ |
| 1996  | Tercer lugar     | 5            | 3            | 1            | 1            | 12           | 6            |
| 2000  | Campeón          | 5            | 4            | 0            | 1            | 9            | 6            |
| 2004  | No clasificó     | No clasificó | No clasificó | No clasificó | No clasificó | No clasificó | No clasificó |
| 2008  | Cuartos de final | 4            | 2            | 0            | 2            | 5            | 7            |
| 2012  | No clasificó     | No clasificó | No clasificó | No clasificó | No clasificó | No clasificó | No clasificó |
| 2016  | No clasificó     | No clasificó | No clasificó | No clasificó | No clasificó | No clasificó | No clasificó |
| 2021  | No clasificó     | No clasificó | No clasificó | No clasificó | No clasificó | No clasificó | No clasificó |
| 2024  | No clasificó     | No clasificó | No clasificó | No clasificó | No clasificó | No clasificó | No clasificó |
| 2028  | Por definir      | Por definir  | Por definir  | Por definir  | Por definir  | Por definir  | Por definir  |
| 2032  | Por definir      | Por definir  | Por definir  | Por definir  | Por definir  | Por definir  | Por definir  |
| Total | 3/7              | 14           | 9            | 1            | 4            | 26           | 19           |

### Eurocopa Femenina
| Año   | Resultado        | PJ           | PG           | PE           | PP           | GF           | GC           |
| ----- | ---------------- | ------------ | ------------ | ------------ | ------------ | ------------ | ------------ |
| 1984  | No clasificó     | No clasificó | No clasificó | No clasificó | No clasificó | No clasificó | No clasificó |
| 1987  | Campeón          | 2            | 2            | 0            | 0            | 4            | 1            |
| 1989  | Segundo lugar    | 2            | 1            | 0            | 1            | 3            | 5            |
| 1991  | Segundo lugar    | 2            | 0            | 1            | 1            | 1            | 3            |
| 1993  | Campeón          | 2            | 2            | 0            | 0            | 2            | 0            |
| 1995  | Semifinal        | 2            | 1            | 0            | 1            | 5            | 7            |
| 1997  | Fase de grupos   | 3            | 1            | 1            | 1            | 5            | 2            |
| 2001  | Semifinal        | 4            | 1            | 1            | 2            | 4            | 3            |
| 2005  | Segundo lugar    | 5            | 2            | 1            | 2            | 10           | 10           |
| 2009  | Semifinal        | 5            | 2            | 1            | 2            | 6            | 9            |
| 2013  | Segundo lugar    | 6            | 3            | 2            | 1            | 7            | 4            |
| 2017  | Fase de grupos   | 3            | 0            | 0            | 3            | 0            | 4            |
| 2022  | Fase de grupos   | 3            | 1            | 0            | 2            | 4            | 10           |
| 2025  | Cuartos de final | 4            | 3            | 0            | 1            | 9            | 7            |
| Total | 13/14            | 43           | 20           | 7            | 16           | 64           | 71           |

## Títulos
- Juegos Olímpicos
  - Medalla de oro, 2000
  - Medalla de bronce, 1996
- Copa Mundial Femenina de Fútbol
  - Campeón: 1995
- Eurocopa Femenina
  - Campeón: 1987, 1993
- Copa de Algarve
  - Campeón: 1994, 1996, 1997, 1998, 2019[2]
- Copa Albena
  - Campeón: 1988, 1989[3]
- Torneo de Chipre
  - Campeón: 1993[4]

## Últimos partidos y próximos encuentros
Actualizado al último partido jugado el 16 de julio de 2025
| Fecha      | Ciudad    | Local             | Resultado | Visitante         | Competición                              |
| ---------- | --------- | ----------------- | --------- | ----------------- | ---------------------------------------- |
| 25-10-2025 | Escútari  | Albania           | 0:5       | Noruega           | Clas. Eurocopa Femenina 2025             |
| 29-10-2025 | Oslo      | Noruega           | 9:0       | Albania           | Clas. Eurocopa Femenina 2025             |
| 29-11-2025 | Larne     | Irlanda del Norte | 0:4       | Noruega           | Clas. Eurocopa Femenina 2025             |
| 03-12-2025 | Oslo      | Noruega           | 3:0       | Irlanda del Norte | Clas. Eurocopa Femenina 2025             |
| 21-02-2025 | Toulouse  | Francia           | 1:0       | Noruega           | Liga de Naciones Femenil de la UEFA 2025 |
| 25-02-2025 | Stavanger | Noruega           | 2:1       | Suiza             | Liga de Naciones Femenil de la UEFA 2025 |
| 04-04-2025 | Reikiavik | Islandia          | 0:0       | Noruega           | Liga de Naciones Femenil de la UEFA 2025 |
| 08-04-2025 | Oslo      | Noruega           | 0:2       | Francia           | Liga de Naciones Femenil de la UEFA 2025 |
| 30-05-2025 | Trondheim | Noruega           | 1:1       | Islandia          | Liga de Naciones Femenil de la UEFA 2025 |
| 03-06-2025 | Sion      | Suiza             | 0:1       | Noruega           | Liga de Naciones Femenil de la UEFA 2025 |
| 26-06-2025 | Oslo      | Noruega           | 0:2       | Suecia            | Partido amistoso                         |
| 02-07-2025 | Basilea   | Suiza             | 1:2       | Noruega           | Eurocopa Femenina 2025                   |
| 06-07-2025 | Sion      | Noruega           | 2:1       | Finlandia         | Eurocopa Femenina 2025                   |
| 10-07-2025 | Thun      | Noruega           | 4:3       | Islandia          | Eurocopa Femenina 2025                   |
| 16-07-2025 | Ginebra   | Noruega           | 1:2       | Italia            | Eurocopa Femenina 2025                   |

## Jugadoras

### Última convocatoria
Jugadoras convocadas para la Eurocopa Femenina 2025. Sunniva Skoglund, Maria Thorisdottir y Sophie Román Haug se sumaron como jugadoras de reserva, además de Marthine Østenstad, quien fue convocada el 25 de junio para sustituir por lesión a Guro Bergsvand.
Entrenadora:  Gemma Grainger
| No. | Pos. | Jugadora               | Fecha de nacimiento (edad)        | Apa. | Goles | Club               |
| --- | ---- | ---------------------- | --------------------------------- | ---- | ----- | ------------------ |
| 1   | POR  | Cecilie Fiskerstrand   | 20 de marzo de 1996 (29 años)     | 61   | 0     | Fiorentina         |
| 12  | POR  | Selma Panengstuen      | 22 de noviembre de 2002 (22 años) | 1    | 0     | Brann              |
| 23  | POR  | Aurora Mikalsen        | 21 de marzo de 1996 (29 años)     | 21   | 0     | FC Colonia         |
|     |      |                        |                                   |      |       |                    |
| 2   | DEF  | Marit Bratberg Lund    | 7 de noviembre de 1997 (27 años)  | 21   | 1     | Benfica            |
| 3   | DEF  | Emilie Woldvik         | 8 de enero de 1999 (26 años)      | 14   | 0     | Rosengård          |
| 4   | DEF  | Tuva Hansen            | 4 de agosto de 1997 (27 años)     | 54   | 2     | Bayern de Múnich   |
| 5   | DEF  | Marthine Østenstad     | 18 de marzo de 2001 (24 años)     | 5    | 0     | Brann              |
| 6   | DEF  | Maren Mjelde           | 6 de noviembre de 1989 (35 años)  | 180  | 20    | Everton            |
| 13  | DEF  | Thea Bjelde            | 5 de junio de 2000 (25 años)      | 29   | 1     | Vålerenga          |
| 16  | DEF  | Mathilde Harviken      | 29 de diciembre de 2001 (23 años) | 33   | 1     | Juventus           |
|     |      |                        |                                   |      |       |                    |
| 7   | MED  | Ingrid Syrstad Engen   | 29 de abril de 1998 (27 años)     | 86   | 8     | OL Lyonnes         |
| 8   | MED  | Vilde Bøe Risa         | 13 de julio de 1995 (30 años)     | 87   | 4     | Atlético de Madrid |
| 11  | MED  | Guro Reiten            | 26 de julio de 1994 (30 años)     | 102  | 21    | Chelsea            |
| 15  | MED  | Justine Kielland       | 22 de noviembre de 2002 (22 años) | 7    | 0     | Wolfsburgo         |
| 18  | MED  | Frida Maanum           | 16 de julio de 1999 (26 años)     | 91   | 21    | Arsenal            |
| 19  | MED  | Elisabeth Terland      | 28 de junio de 2001 (24 años)     | 42   | 10    | Manchester United  |
| 21  | MED  | Lisa Naalsund          | 11 de junio de 1995 (30 años)     | 26   | 1     | Manchester United  |
| 22  | MED  | Signe Gaupset          | 18 de junio de 2005 (20 años)     | 8    | 1     | Brann              |
|     |      |                        |                                   |      |       |                    |
| 9   | DEL  | Karina Sævik           | 24 de marzo de 1996 (29 años)     | 61   | 8     | Vålerenga          |
| 10  | DEL  | Caroline Graham Hansen | 18 de febrero de 1995 (30 años)   | 116  | 51    | Barcelona          |
| 15  | DEL  | Ada Hegerberg          | 10 de julio de 1995 (30 años)     | 91   | 49    | OL Lyonnes         |
| 17  | DEL  | Celin Bizet            | 24 de octubre de 2001 (23 años)   | 28   | 7     | Manchester United  |
| 20  | DEL  | Synne Jensen           | 15 de febrero de 1996 (29 años)   | 29   | 5     | Atlético de Madrid |

### Jugadoras con más goles
| #  | Nombre                 | Período         | Goles |
| -- | ---------------------- | --------------- | ----- |
| 1  | Isabell Herlovsen      | 2005 - 2019     | 133   |
| 2  | Marianne Pettersen     | 1994 - 2003     | 66    |
| 3  | Linda Medalen          | 1987 - 1999     | 64    |
| 4  | Ann Kristin Aarønes    | 1990 - 1999     | 60    |
| 5  | Hege Riise             | 1990 - 2004     | 58    |
| 6  | Solveig Gulbrandsen    | 1998 - 2015     | 55    |
| 7  | Dagny Mellgren         | 1999 - 2005     | 49    |
| 8  | Caroline Graham Hansen | 2011 - presente | 44    |
| 9  | Ada Hegerberg          | 2011 - presente | 42    |
| 10 | Ragnhild Gulbrandsen   | 1997 - 2007     | 30    |

Actualizado: 15/07/2022

### Jugadoras con más participaciones
| #  | Nombre              | Período         | Participaciones |
| -- | ------------------- | --------------- | --------------- |
| 1  | Hege Riise          | 1990 - 2004     | 188             |
| 2  | Solveig Gulbrandsen | 1998 - 2015     | 183             |
| 3  | Bente Nordby        | 1991 - 2007     | 172             |
| 4  | Maren Mjelde        | 2007 - presente | 163             |
| 5  | Trine Rønning       | 1999 - 2016     | 162             |
| 6  | Linda Medalen       | 1987 - 1999     | 152             |
| 7  | Heidi Støre         | 1980 - 1997     | 151             |
| 8  | Ingvild Stensland   | 2003 - 2016     | 144             |
| 9  | Ingrid Hjelmseth    | 2003-2019       | 138             |
| 10 | Unni Lehn           | 1996-2007       | 133             |
| 11 | Isabell Herlovsen   | 2005-2019       | 133             |
| 12 | Elise Thorsnes      | 2006-2022       | 130             |

Actualizado: 15/07/2022

### Jugadoras históricas
| - Ragnhild Gulbrandsen - Solveig Gulbrandsen - Isabell Herlovsen | - Ane Stangeland Horpestad - Bente Nordby - Hege Riise |